# Aeroportul Internațional Multan
Aeroportul Internațional Multan (IATA: MUX, ICAO: OPMT) este un aeroport din Punjab, Pakistan ce deservește zona Multan⁠(d). A fost numit după zona deservită.
Situat la o altitudine de 122 m, aeroportul dispune de o singură pistă. Este operat de Pakistan Civil Aviation Authority⁠(d).